# Ujung Meriah
Ujung Meriah is een bestuurslaag in het regentschap Deli Serdang van de provincie Noord-Sumatra, Indonesië. Ujung Meriah telt 269 inwoners (volkstelling 2010).